# سفارت اندونزی در بوینس آیرس
سفارت اندونزی در بوینس آیرس (به اسپانیایی: Embassy of Indonesia) یک منطقهٔ مسکونی و نمایندگی سیاسی این کشور در آرژانتین است که در بوئنوس آیرس واقع شده‌است.